# Currents (Tame Impala)
Currents è il terzo album in studio di Tame Impala, pubblicato il 17 luglio 2015 dalla Modular Recordings. L'album rappresenta un cambio di sonorità rispetto ai lavori precedenti, con uno stile che vira ancora di più sul pop psichedelico e del synth-pop.

## Tracce
1. Let It Happen – 7:46
2. Nangs – 1:47
3. The Moment – 4:15
4. Yes I'm Changing – 4:30
5. Eventually – 5:19
6. Gossip – 0:55
7. The Less I Know the Better – 3:38
8. Past Life – 3:47
9. Disciples – 1:48
10. 'Cause I'm a Man – 4:01
11. Reality in Motion – 4:12
12. Love/Paranoia – 3:06
13. New Person, Same Old Mistakes – 6:02

## Critica
Il disco è stato inserito nella classifica dei migliori album del 2015 stilata da Pitchfork, che lo ha collocato alla quinta posizione.

## Classifiche

### Classifiche settimanali
| Classifica (2015-22) | Posizione massima |
| -------------------- | ----------------- |
| Australia            | 1                 |
| Austria              | 30                |
| Belgio (Fiandre)     | 9                 |
| Belgio (Vallonia)    | 14                |
| Danimarca            | 28                |
| Francia              | 16                |
| Germania             | 25                |
| Giappone             | 71                |
| Grecia               | 1                 |
| Irlanda              | 7                 |
| Italia               | 31                |
| Norvegia             | 11                |
| Nuova Zelanda        | 7                 |
| Paesi Bassi          | 1                 |
| Portogallo           | 4                 |
| Regno Unito          | 3                 |
| Spagna               | 8                 |
| Stati Uniti          | 4                 |
| Svezia               | 34                |
| Svizzera             | 11                |

### Classifiche di fine anno
| Classifica (2015) | Posizione |
| ----------------- | --------- |
| Australia         | 28        |
| Belgio (Fiandre)  | 54        |
| Paesi Bassi       | 68        |
| Classifica (2016) | Posizione |
| Australia         | 69        |
| Belgio (Fiandre)  | 29        |
| Belgio (Vallonia) | 126       |
| Paesi Bassi       | 77        |
| Classifica (2022) | Posizione |
| Australia         | 74        |
| Belgio (Fiandre)  | 121       |
| Islanda           | 42        |
| Lituania          | 55        |
| Paesi Bassi       | 95        |
| Classifica (2023) | Posizione |
| Islanda           | 42        |